# 하이파 알만수르
하이파 알만수르(아랍어: هيفاء المنصور, 영어: Haifaa al-Mansour, 1974년 8월 10일 ~ )는 사우디아라비아의 영화 감독이다. 사우디아라비아의 첫 여성 영화 감독이다. 영화 《와즈다》로 세계적으로 유명해졌다.

## 작품 목록
- 와즈다 (2012)
- 메리 셸리 (2017)
- 더 퍼펙트 캔디데이트 (2019)